# ندوشن
ندوشن (بالفارسية: ندوشن) هي منطقة في مدينة ميبد تضم عدة قرى منها حفتر وسوراك وصدراباد وعلوية ونيوك تقع في محافظة يزد في إيران. يقدر عدد سكانها بـ 2,351 نسمة .

## أعلام
- محمد علي إسلامي ندوشن